# جایزه پولیتزر

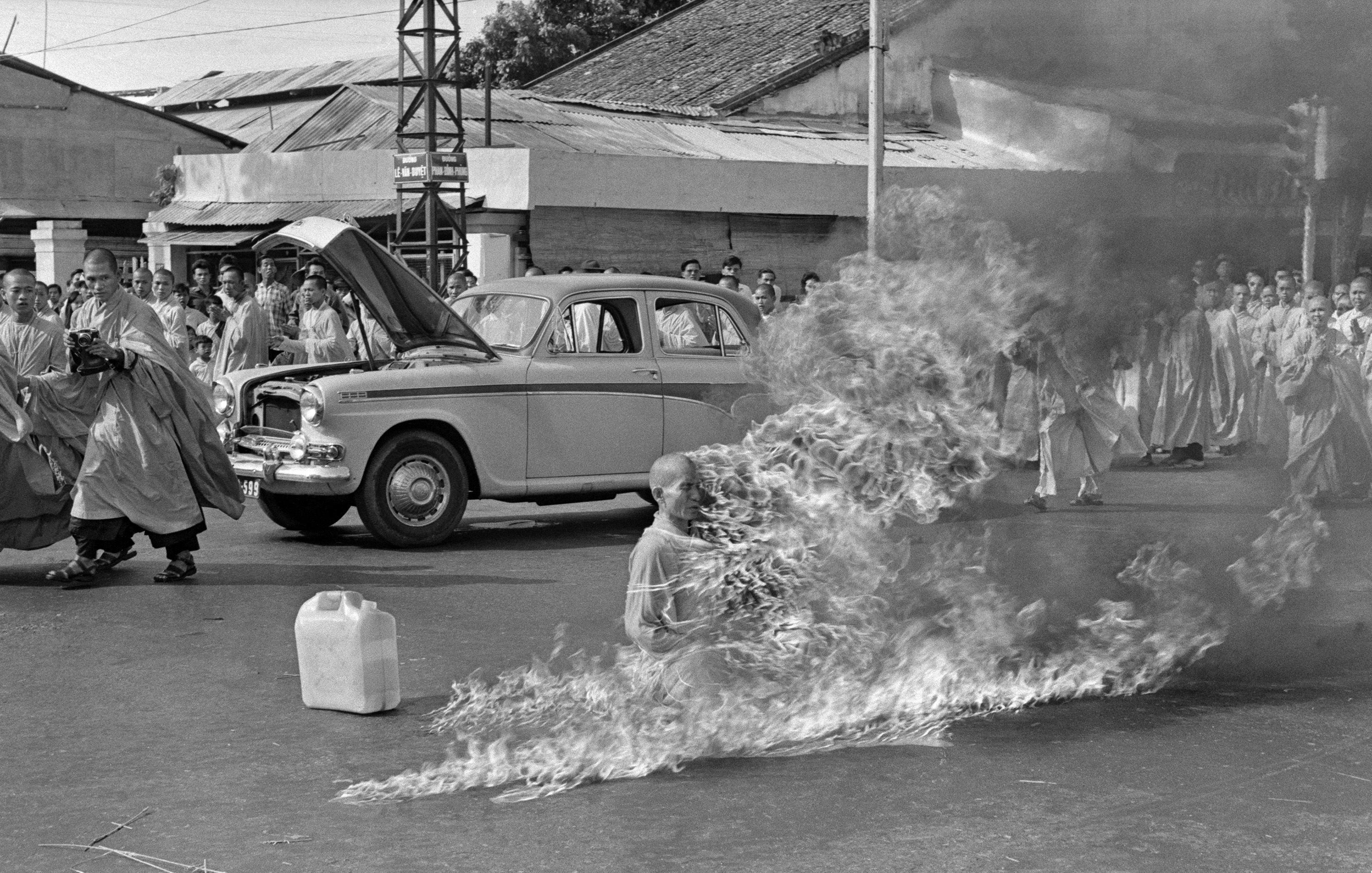
تچ کوانگ دوک، یک راهب بودایی ویتنامی بود که در ۱۱ ژوئن ۱۹۶۳، در اعتراض به آزار راهب‌های بودایی توسط دولت نگو دین دیم، در جاده شلوغی در سایگون، خودسوزی کرد و درگذشت. آرامش فوق‌العاده تچ کوانگ دوک در سوختن، باعث جلب توجه بسیاری از رسانه‌های مهم جهان به این خودسوزی و اعتراضات راهب‌های بودایی به حکومت ویتنام جنوبی شد. ثبت این عکس از سوی مالکوم براون، جایزه برترین نگاره سال جایزه پولیتزر را از آن او کرد.

جایزه پولیتزر (به انگلیسی: Pulitzer Prize)، جایزه‌ای در روزنامه‌نگاری، ادبیات و موسیقی است که چندین بخش دارد و معتبرترین جایزه روزنامه‌نگاری در آمریکا است که هر سال (از ۱۹۱۷) با نظارت دانشگاه کلمبیا به روزنامه‌نگاران، نویسندگان، شاعران و موسیقی‌دانان داده می‌شود. این جایزه به افتخار بنیان‌گذار آن جوزف پولیتزر، روزنامه‌نگار مجاری‌تبار آمریکایی، در سده نوزدهم نام‌گذاری شده‌است.
همچنین هر سال بنیاد پولیتزر جایزه نیم‌میلیون دلاری خود را به بهترین عکس‌های خبری می‌دهد که در میان عکس‌های خبری جهان، بهترین عکس خبری افشاگرانه و جسورانه معرفی می‌شوند.

## تاریخچه
جوزف پولیتزر روزنامه‌نگار معروف آمریکایی بود که داوطلبانه به دانشگاه کلمبیا برای راه‌اندازی مدرسه روزنامه‌نگاری پول پرداخت و جایزه‌ای ۲۵۰ هزار دلاری و بورس تحصیلی تعیین کرد. پس از مرگ او، نخستین بار در ۱۹۱۷ این جایزه داده‌شد و پس از آن، در آوریل هر سال به بهترین اثر ادبی داده‌می‌شود.

## برندگان ایرانی و ایرانی‌تبار جایزه پولیتزر
- جهانگیر رزمی

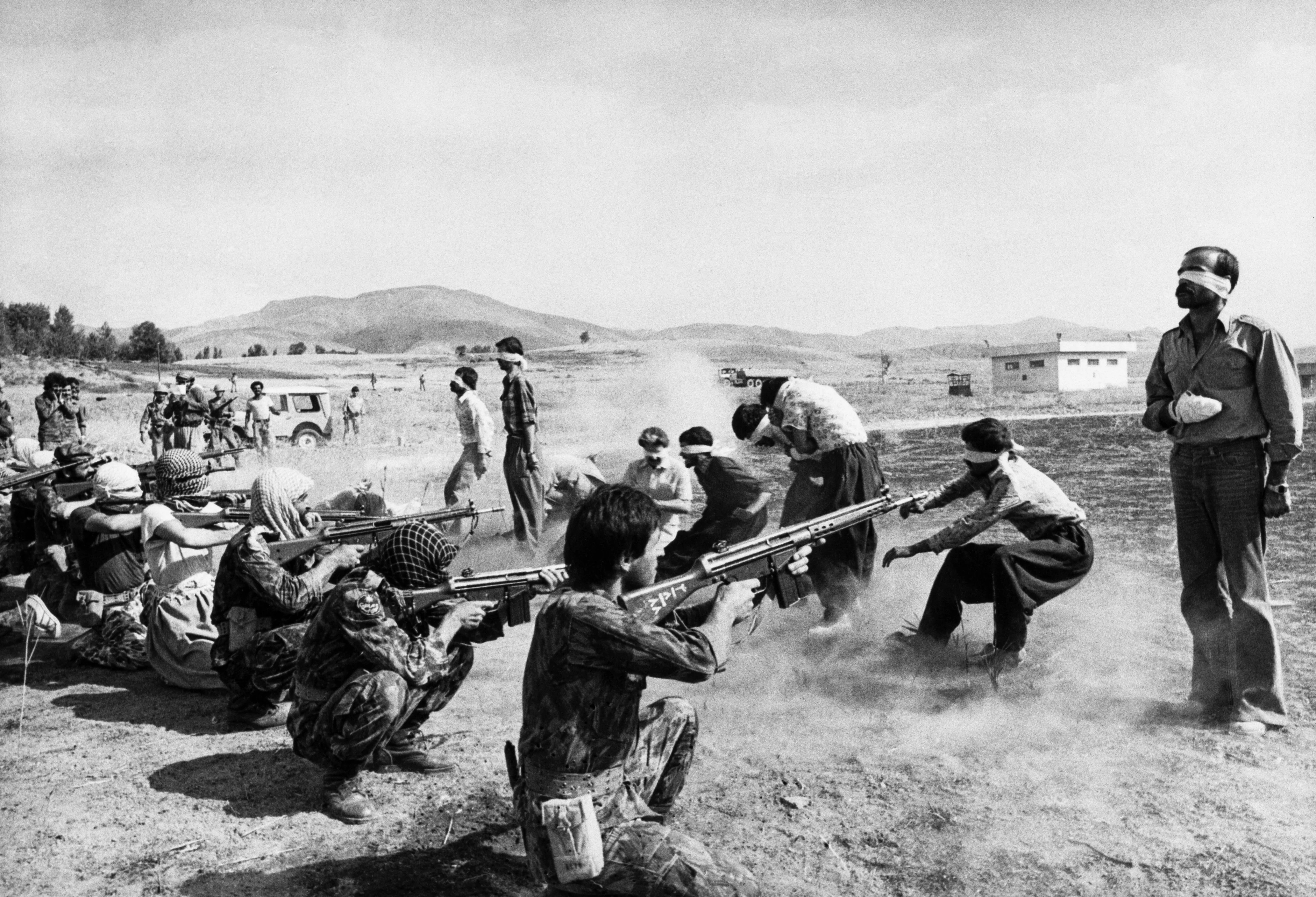
«جوخه آتش در ایران» برنده جایزه پولیتزر. این عکس صحنهٔ تیرباران نه نفر مبارزان کرد را که توسط خلخالی محاکمه شده بودند نشان می‌دهد. هویت عکاس تا سال ۱۳۸۵ مخفی بود تا اینکه جهانگیر رزمی به عنوان خالق عکس معرفی شد.

اولین برنده ایرانی ایرانی این جایزه جهانگیر رزمی است که برای عکس‌هایش از صحنه اعدام‌های ایران پس از انقلاب ۱۳۵۷ در کردستان ایران در ۱۳۵۸ خورشیدی جایزه گرفت. او در ۲۰۰۶ پس از ۲۷ سال سکوت اعلام کرد که او از اعدام در کردستان عکس گرفته‌است.
پیش از این، وی تنها برنده ناشناس در تاریخ این جایزه به‌شمار می‌رفت.
- ساناز طوسی

او در در سال ۲۰۲۳ برای نمایشنامه «انگلیسی» برنده جایزه پولیتزر شد.
این نمایشنامه در یک کلاس آمادگی آزمون تافل در کرج می‌گذرد.

## برنده افغان پولیتزر
مسعود حسینی، عکاس-خبرنگار افغان، در آوریل ۲۰۱۲، برندهٔ جایزهٔ بهترین عکس خبری پولیتزر شد. حسینی نخستین عکاس افغان است که برندهٔ این جایزه می‌شود. این جایزه برای عکسی بود که حسینی از یک دختر افغان در حملهٔ انتحاری عاشورای ۱۳۹۰ به عزاداران شیعه در کابل گرفت.